# Френсіс Дейд
Френсіс Дейд (англ. Frances Dade, 14 лютого 1910, Філадельфія, Пенсільванія, США — 21 січня 1968, там же) — американська актриса.
Френсіс Дейд народилася 14 лютого 1910 року в Філадельфії (штат Пенсильванія, США), але в кінці 1920-х років вона переїхала до Голлівуду (штат Каліфорнія), щоб почати свою кінокар'єру.
На початку своєї кар'єри Френсіс привернула увагу Семюеля Голдвіна, як учасниця гастролюючеї групи «Gentlemen Prefer Blondes», і він підписав з нею контракт. У 1928—1932 року Дейд зіграла в 14-ти фільмах, включаючи роль Люсі Уестенр у фільмі «Дракула» (1931).
На момент своєї смерті в 1968 році Френсіс була одружена з бізнесменом Броком Ван Ейвері.
57-річна Френсіс померла 21 січня 1968 року в Філадельфії (штат Пенсильванія, США).